# Barytarbes ruficornis
Barytarbes ruficornis är en stekelart som beskrevs av Ulbricht 1926. Barytarbes ruficornis ingår i släktet Barytarbes och familjen brokparasitsteklar. Inga underarter finns listade.